# Ctenus mourei
Ctenus mourei este o specie de păianjeni din genul Ctenus, familia Ctenidae, descrisă de Mello-leitão, 1947. Conform Catalogue of Life specia Ctenus mourei nu are subspecii cunoscute.